# 武念
武念（？—466年），南北朝刘宋新野人。
武念出身郡将，跟随武陵王刘骏到雍州，途中被沔中蛮偷袭，奋力击退。擢升为参军督护，后来武念常立有战功。刘骏即位为宋孝武帝，任命他为建威将军、桂阳郡太守。跟随沈庆之讨伐竟陵王刘诞，未得追及，免官。后来出任龙骧将军、南阳郡太守。宋前废帝时为右军将军。宋明帝即位之初，武念奉命回到雍州安抚西土，被支持刘子勋与宋明帝争位的袁顗所杀。宋明帝追赠武念冠军将军、南阳郡、新野郡二郡太守，封绥安县侯，食邑四百户。